# フラグメント結晶化可能領域

パパインで消化された抗体からは、2つのFab領域と1つのFc断片の計3断片が生成される

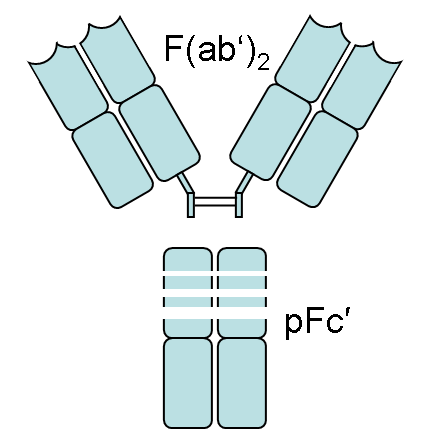
ペプシンで消化された抗体は、F(ab')_{2}断片とpFc'断片の2つの断片を生成する。

フラグメント結晶化可能領域（Fc領域、fragment crystallizable region）は抗体の尾部にあたる領域で、Fc受容体と呼ばれる細胞表面の受容体や補体系のタンパク質と相互作用する。

## 概要
この性質により、抗体は免疫系を活性化することができる。抗体アイソタイプのIgG、IgA、IgDにおいて、Fc領域は抗体を構成する重鎖2本の第2および第3の定常ドメインに由来する2つの同一タンパク質断片で構成されており、IgMおよびIgEのFc領域は各ポリペプチド鎖に3つの重鎖定常ドメイン（CHドメイン2-4）を含んでいる。 IgGのFc領域は高度に保存されたN-グリコシル化部位を持っている。 Fc断片のグリコシル化はFc受容体を介した活性に不可欠である。 この部位に結合するN-グリカンは主に複合型のコアフコース化2アンテナ型構造体である。さらに、これらのN-グリカンのうち少量については、二等分されたGlcNAcとα-2,6結合したシアル酸残基も持つ。
Fab領域と呼ばれる抗体のもう一方の部分には、抗体が結合できる特定の標的を定義する可変部分が含まれる。対照的に、あるクラスに属するすべての抗体のFc領域は、種よらず同じである。つまり、可変ではなく、一定である。従って、Fc領域は「フラグメント定常領域」と誤って呼ばれることもある。
Fcは、様々な細胞受容体や補体タンパク質と結合する。このようにして、抗体のさまざまな生理作用（オプソニン化粒子の検出、細胞の溶菌、肥満細胞、好塩基球、好酸球の脱顆粒などの過程）を仲介する。

## 人工的に改変したFc断片
抗体医薬の分野では、免疫グロブリンのFc領域に抗原結合部位を持たせる改変を加えるという新たな試みが行われている。この種の抗原結合断片はFcabと呼ばれていて、Fc領域を交換することにより完全な免疫グロブリンに挿入することができる。そのため、二重特異性抗体（Fab領域とFcab領域の両方が異なる結合部位を有する）を得ることができる。このような二重特異性モノクローナル抗体は、mAb2と呼ばれることもある。

## 関連情報
- 抗体
- Fab領域（英語版）
- タンパク質タグ

## 参照情報
1. ↑  Janeway, CA, Jr. (2001). Immunobiology (5th ed.). Garland Publishing. ISBN 978-0-8153-3642-6
2. ↑  Larsson, Lars-Inge (September 1988). Immunocytochemistry: Theory and practice. Crc Press. ISBN 978-0-8493-6078-7
3. 1 2  “Analysis of immunoglobulin glycosylation by LC-ESI-MS of glycopeptides and oligosaccharides”. Proteomics 8 (14):  2858–2871. (2008). doi:10.1002/pmic.200700968. PMID 18655055.
4. ↑  “A close look at human IgG sialylation and subclass distribution after lectin fractionation”. Proteomics 9 (17):  4143–4153. (2009). doi:10.1002/pmic.200800931. PMID 19688751.
5. ↑  “Antibody fucosylation differentially impacts cytotoxicity mediated by NK and PMN effector cells”. Blood 112 (6):  2390–2399. (2008). doi:10.1182/blood-2008-03-144600. PMID 18566325.
6. ↑  Paul, William (2013). Fundamental Immunology (Seventh ed.). Lippincott Williams & Wilkins. p. 1401–142. ISBN 978-1451117837 2015年12月31日閲覧。
7. ↑  “Introducing antigen-binding sites in structural loops of immunoglobulin constant domains: Fc fragments with engineered HER2/neu-binding sites and antibody properties”. Protein Eng Des 23 (4):  289–297. (2010). doi:10.1093/protein/gzq005. PMID 20150180.
8. ↑  “MAb2 ™Bispecific Monoclonal Antibodies”. 2013年7月8日時点のオリジナルよりアーカイブ。2013年8月13日閲覧。